# Fe en el Único Dios de Samoa
Samoa Unida en La Fe (en samonao: Fa'atuatua i le Atua Samoa ua Tasi) abreviado como FAST (en inglés: Rápido) o Partido FAST, es un partido político samoano fundado el 30 de julio de 2020, inicialmente bajo el liderazgo de Leuatea Polataivao, como una gran escisión del gobernante y dominante Partido para la Protección de los Derechos Humanos (HRPP), en el poder ininterrumpidamente desde 1985.
El partido se convirtió rápidamente en la primera fuerza de oposición seria al HRPP, haciendo uso de técnicas de campaña como una «gira electoral» previamente no vistas en el país. La exviceprimera ministra Fiame Naomi Mata'afa se unió al partido de cara a las elecciones de abril de 2021 y se convirtió en su líder y candidata a primera ministra.
De retórica socialmente conservadora y económicamente liberal, FAST ha centrado su discurso en la lucha contra la corrupción y en oponerse a la reforma constitucional de la Ley de Tierras y Títulos de 2020.
En los comicios, FAST obtuvo 25 de los 51 escaños en la Asamblea Legislativa, empatando con el HRPP, quedando el independiente Tuala Iosefo Ponifasio con la potestad de desempatar. Ponifasio anunció que se uniría a FAST después de los comicios, otorgándole al partido una mayoría absoluta de un escaños (26 a 25) y facilitando la elección de Mata'afa como la primera mujer primera ministra de Samoa, además de la primera alternancia partidaria en la historia electoral samoana.

## Resultados electorales
| Año  | Líder          | Votos  | %                | Escaños | Resultado |
| ---- | -------------- | ------ | ---------------- | ------- | --------- |
| 2021 | Naomi Mata'afa | 32.510 | \| \| 36.57 % \| | 25/51   | Gobierno  |
|      | 36.57 %        |        |                  |         |           |